# Északi Tanács

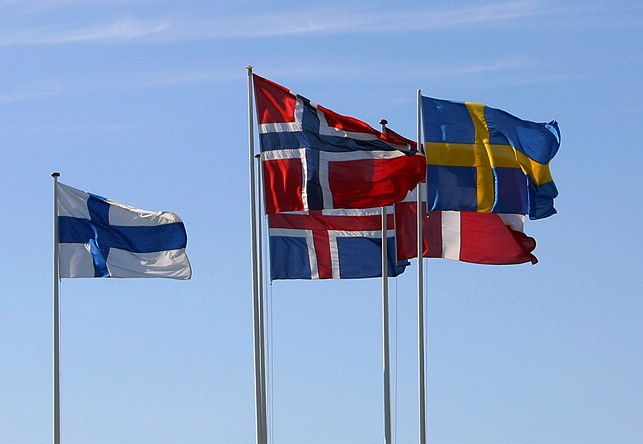
Az Északi Tanács országainak zászlajai.

Az Északi Tanács Európa „északi országainak” fóruma. A regionális szervezet államainak parlamentjei, valamint az autonóm területek évente választott küldötteket delegálnak a tanácsba, akik ott országuk érdekeit képviselik. 1952-ben alapították, azóta tartanak éves találkozókat. A munkát öt szakbizottság koordinálja.

## Története
A jogi alapokat 1962-ben a Szerződés a Dánia, Finnország, Izland, Norvégia és Svédország közötti együttműködésről, más néven a Helsinki Szerződés fektette le.
A tanács feladatai a koordinációra és a tagállamok államközi kapcsolatait érintő, nem kötelező érvényű ajánlások kidolgozására terjednek ki. A kormányoknak a tanács felé jelentési kötelezettségük van.
Az Északi Tanács szervei a (tanács összes tagjából álló) Közgyűlés, az Elnökség (tagjai az elnök és meghatározott számú elnökségi tag) és az állandó bizottságok.
1971 óta az Északi Tanácson kívül létezik az Északi Miniszterek Tanácsa is, amely az öt tagállam és a három autonóm terület együttműködését kormányzati szinten támogatja. A két intézmény közös titkárságot tart fenn Koppenhágában.

## Tagok
A tagállamok teljes jogú, míg az autonóm területek társult,valamint vannak államok, melyek megfigyelői tagsággal bírnak. Ezek közül három (Észtország, Lettország és Litvánia) független állam, míg Schleswig-Holstein Németország egyik szövetségi állama. Feröer kormányzati szinten törekszik a teljes jogú tagság elnyerésére.

### Tagországok
Az öt tagállam és a három autonóm terület (zárójelben a küldöttek száma)
- Dánia (16)
  - Feröer (2)
  - Grönland (2)
- Finnország (18)
  - Åland (2)
- Izland (7)
- Norvégia (20)
- Svédország (20)

### Megfigyelő államok
- Észtország
- Lettország
- Litvánia
- Schleswig-Holstein (Németország szövetségi állama)

## A Tanács díjai
Kulturális munkája keretében a tanács négy elismert díjat oszt ki:
- Az Északi Tanács Irodalmi Díja
- Az Északi Tanács Zenei Díja
- Az Északi Tanács Természeti és Környezeti Díja
- Az Északi Tanács Filmdíja

## Intézmények
Az Északi Tanács mintegy harminc intézményt működtet a régióban a skandináv együttműködés keretében. Ezek közé tartoznak többek között a következők:
- Észak Háza (kulturális központ, Feröer)
- Nordregio – The Nordic Centre for Spatial Development (területfejlesztési kutatóintézet, Stockholm)